# قمبود أوريغوني
قمبود أوريغوني (الاسم العلمي: Campodea oregonensis) هو نوع من الحيوانات يتبع جنس القمبود من فصيلة القمابيد.